# Masdevallia agaster
Masdevallia agaster es una especie de orquídea epifita originaria del sur de Ecuador en Zamora Chinchipe.

## Descripción
Es una especie de orquídea de pequeño tamaño, rastrera, cespitosa, epífita que prefiere el clima frío. Esta orquídea tiene un corto tallo , cilíndrico y envuelto basalmente en 2 a 3 vainas tubulares con una sola hoja apical, oblongo-lanceolada, aguda, con la base peciolada, que es tan larga como la hoja: Florece, en una inflorescencia basal, erecta, delgada, de 4 cm de largo, con flores individuales y fragantes, que huelen a coco, por debajo de o entre las hojas. La floración se produce en el otoño y el invierno.

## Distribución y hábitat
Se encuentra en Perú y Ecuador a una altura en torno a 1500 a 2000 metros en los árboles cubiertos de musgo en el bosque de montaña húmedo, con lluvias durante todo el año.